# ليندا أرفيدسون
ليندا أرفيدسون (بالإنجليزية: Linda Arvidson)‏ (12 يوليو 1884 - 26 يوليو 1949). ممثلة أمريكية في الأفلام الصامتة .

## روابط خارجية
- ليندا أرفيدسون على موقع IMDb (الإنجليزية)
- ليندا أرفيدسون على موقع ألو سيني (الفرنسية)
- ليندا أرفيدسون على موقع أول موفي (الإنجليزية)
- ليندا أرفيدسون على موقع قاعدة بيانات الأفلام السويدية (السويدية)
- ليندا أرفيدسون على موقع قاعدة بيانات الفيلم (الإنجليزية)
- ليندا أرفيدسون على موقع كينوبويسك (الروسية)